# 太常引
太常引，词牌名。亦称《太清引》，四十九字，双调，上下阕各三平韵，一韵到底。

## 词牌格式
註：
平表示平聲，
仄表示仄聲，
仄表示本仄可平，
平表示本平可仄，粗體表示韻腳。
平平仄仄仄平平，仄仄仄平平。仄仄仄平平。仄仄仄、平平仄平。
平平仄仄，平平仄仄，仄仄仄平平。仄仄仄平平。仄仄仄、平平仄平。

## 例词
辛弃疾
一轮秋影转金波。飞镜又重磨。把酒问姮娥，被白发欺人奈何？
乘风好去，长空万里，直下看山河。斫去桂婆娑，人道是清光更多。